# Rectoria de Sant Julià del Mont
La Rectoria de Sant Julià del Mont és una obra de Santa Pau (Garrotxa) inclosa a l'Inventari del Patrimoni Arquitectònic de Catalunya.

## Descripció
Prop de les restes de l'església de Sant Julià del Mont es conserva una edificació ruïnosa. Era el lloc de l'habitatge dels primers monjos, després rectoria i hostalatge. Construcció de planta rectangular amb dos pisos, la teulada és enfonsada. Contrasta l'aparell utilitzat en les dues construccions. L'església, dedicada a Déu, fou bastida amb grans carreus vermellosos molt ben tallats. El casalot es construí amb morter i pedra grisa del país, era el lloc destinat als homes i, per tant, menys important. Davant de la porta d'accés al Casalot es conserva una senzilla llinda, avui partida, on s'hi va esculpir en baix relleu una creu.

## Història
En document més antic que s'ha trobat sobre Sant Julià del Mont és un diploma del rei Carles el calb de França, datat l'any 867 a favor del seu abat Rimila. Consta que aquest darrer havia construït les cel·les de sant julià i Sant Vicenç en el pagus de Besalú. Mort aquest abat, el monestir va passar a dependre de Sant Esteve de Banyoles. Abans del segle xiv es creu que es va separar del monestir, ja que apareix en els documents com a parròquia.